# Most im. Józefa Piłsudskiego
Most im. Józefa Piłsudskiego nebo celým názvem Most drogowy im. Józefa Piłsudskiego w Toruniu, česky Most Józefa Piłsudského, je ocelový příhradový silniční most přes veletok Visla a její rameno Mała Wisełka v Polsku. Spojuje části Stare Miasto a Piaski města Toruň v Kujavsko-pomořském vojvodství.

## Historie
Rozhodnutí postavit most na tomto místě bylo učiněno v roce 1913, ale v důsledku událostí 1. světové války nebyla stavba realizována. Stavba mostu v Toruni začala až na počátku 30. let 20. století a to z dílů demontovaného mostu z Opalenie (gmina Gniew, okres Tczew), který existoval od roku 1909. Instalací dalších nosníků byla celá stavba zesílena a doplněna chodníky. Do provozu byl most uveden 11. listopadu 1934 a o rok dříve na něm byla spuštěna tramvajová doprava. Most byl pojmenován po maršálu Józefu Piłsudském. Během druhé světové války byl dne 7. září 1939 most na druhý pokus zničen ustupující polskou armádou. Během polské okupace byl částečně obnoven a nazván Hitler-Brücke a poté v lednu 1945 opět vyhozen do povětří tentokrát ustupujícím wehrmachtem. Most byl opět postaven až v roce 1950 spolu s tramvajovou tratí, která byla zrušena až v roce 1984. Most se také objevuje v polských filmech. V roce 2007 bylo na most instalováno osvětlení. Po mostě také vedou cyklostezky a turistické stezky a v polovině mostu jsou postaveny vyhlídky.

## Galerie

Most v rúzných pohledech a časových obdobích
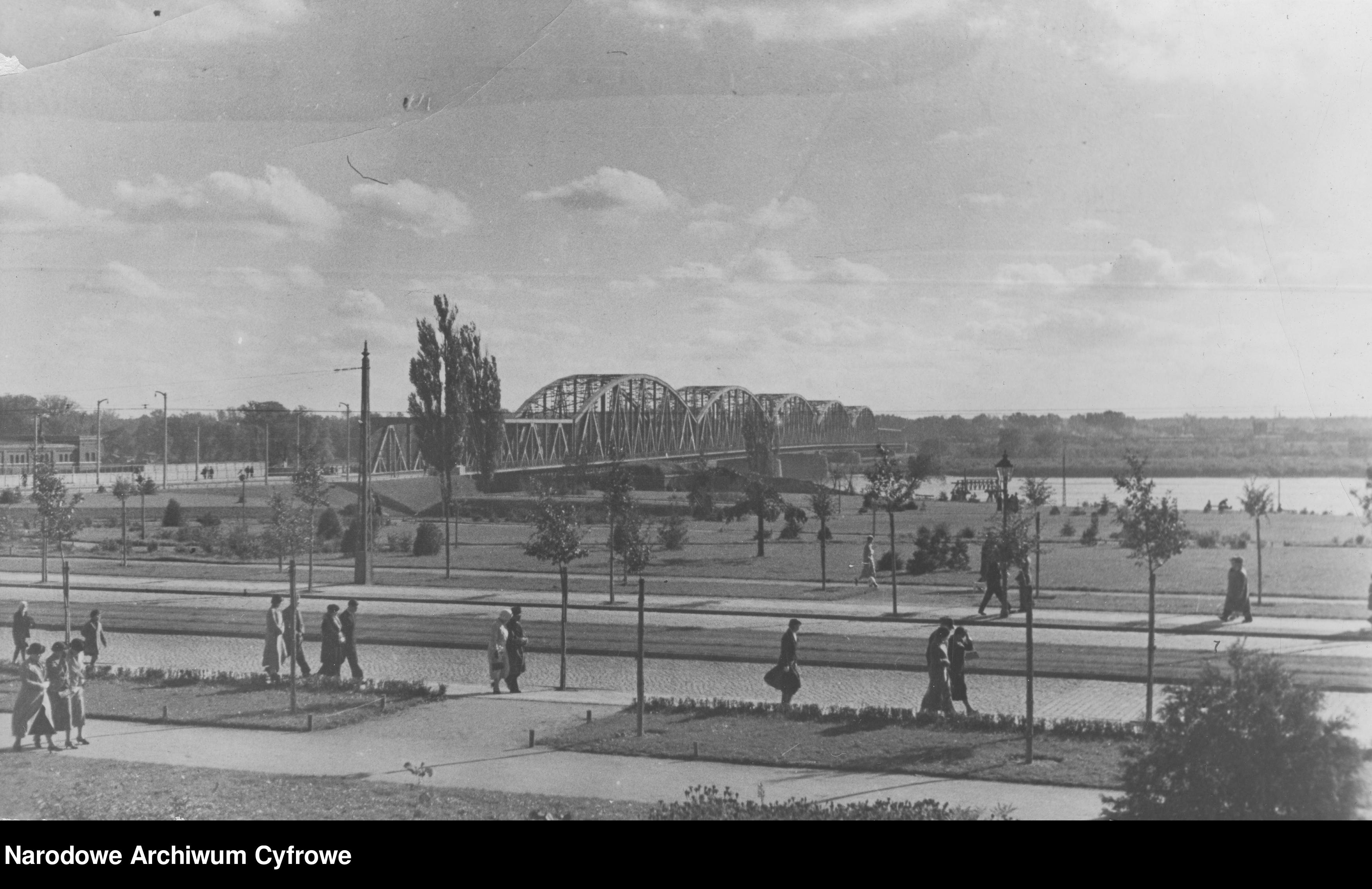
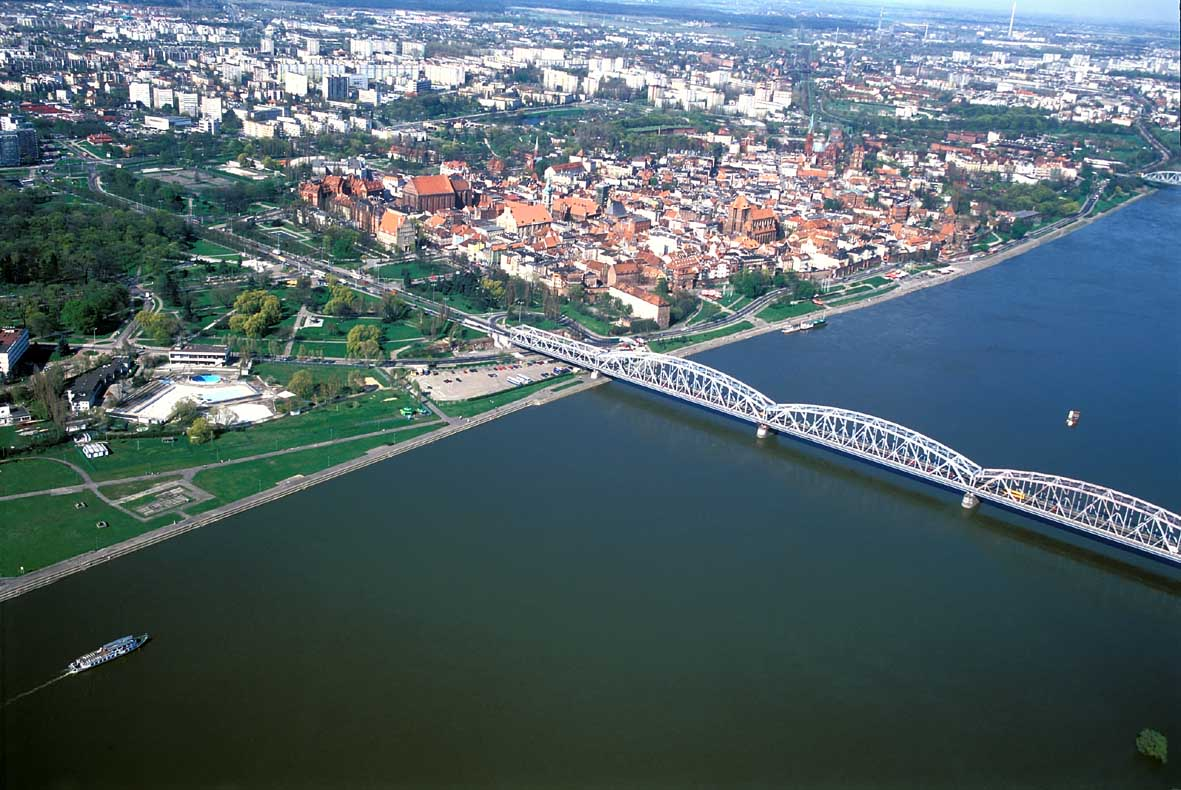
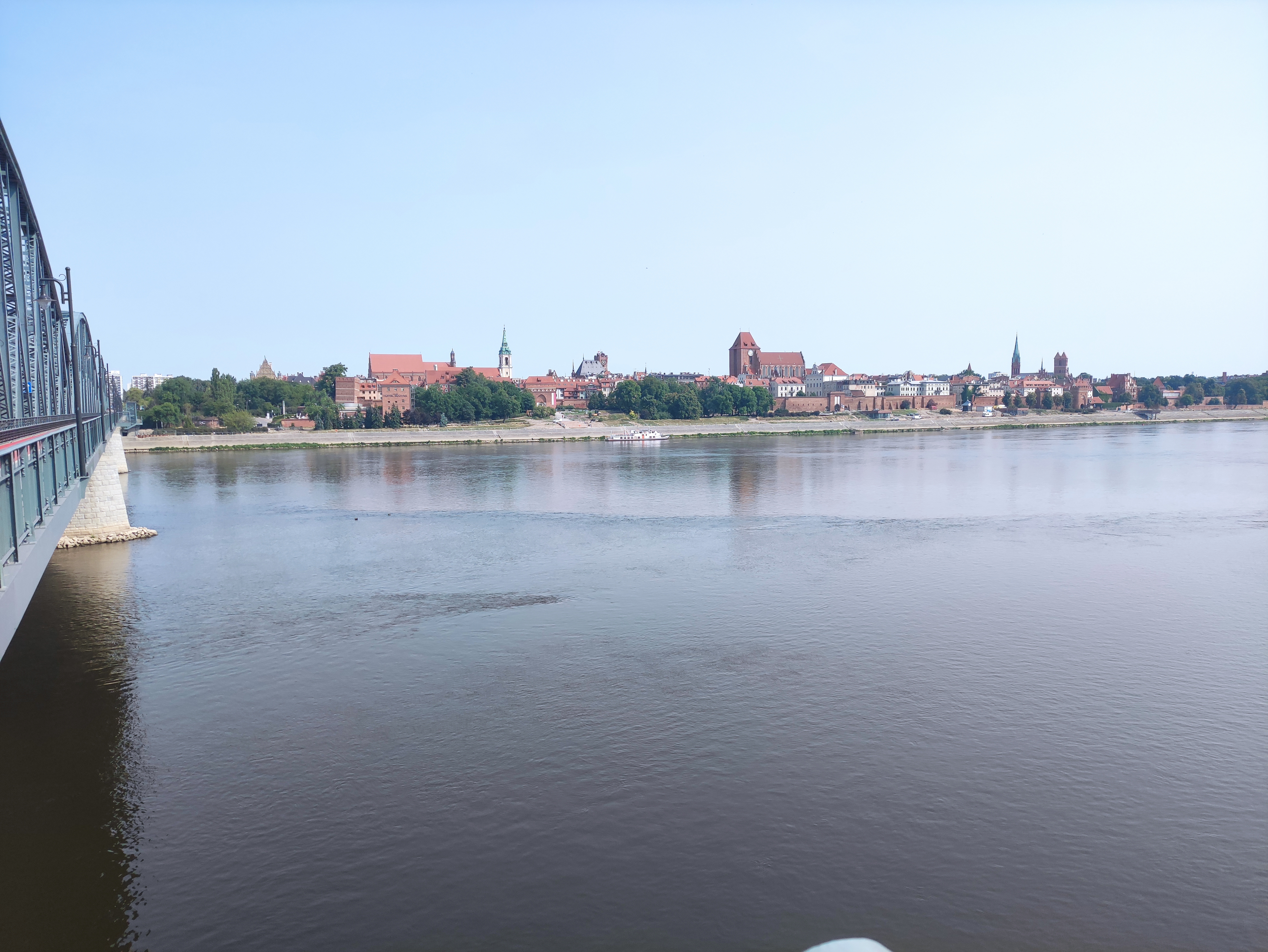
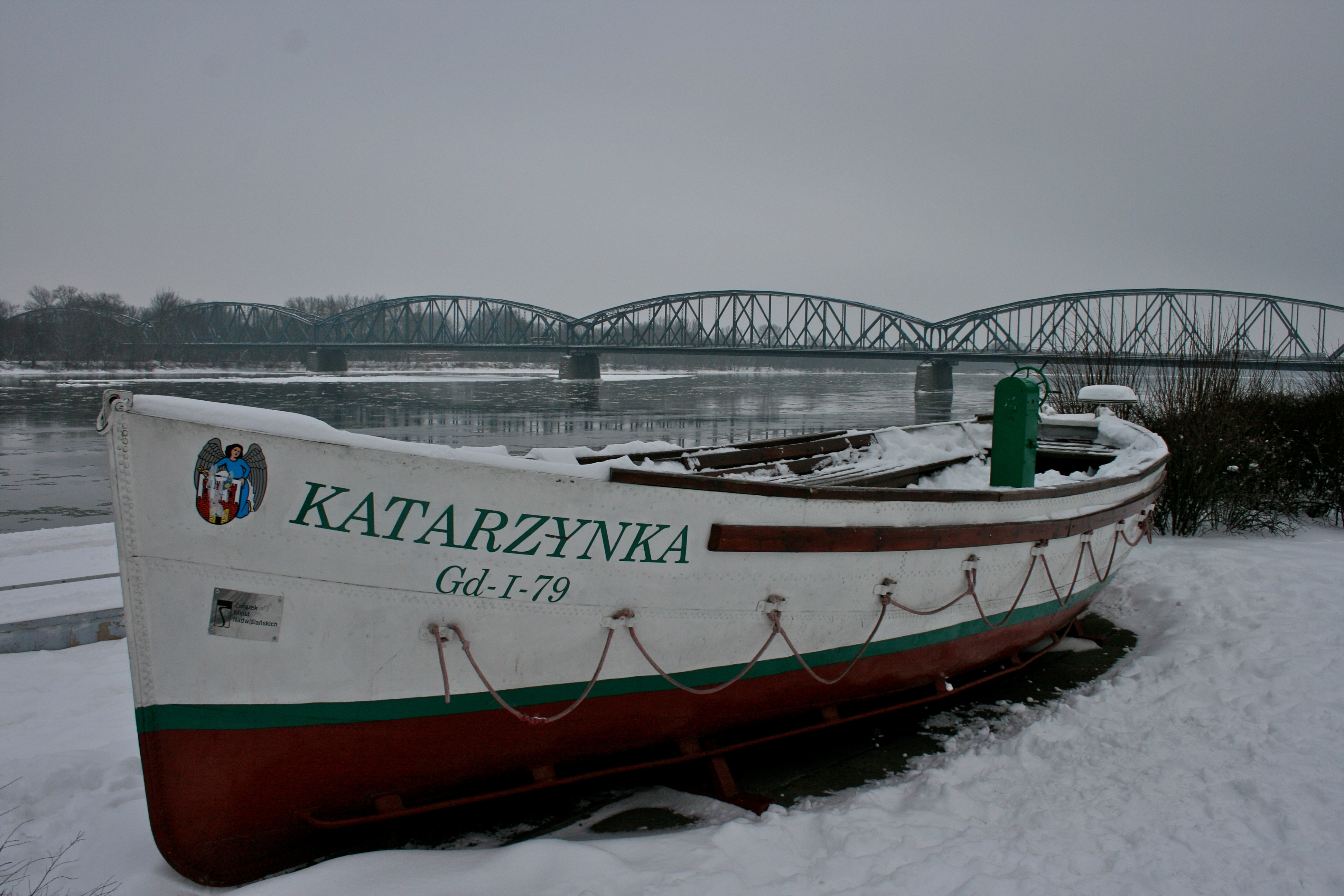
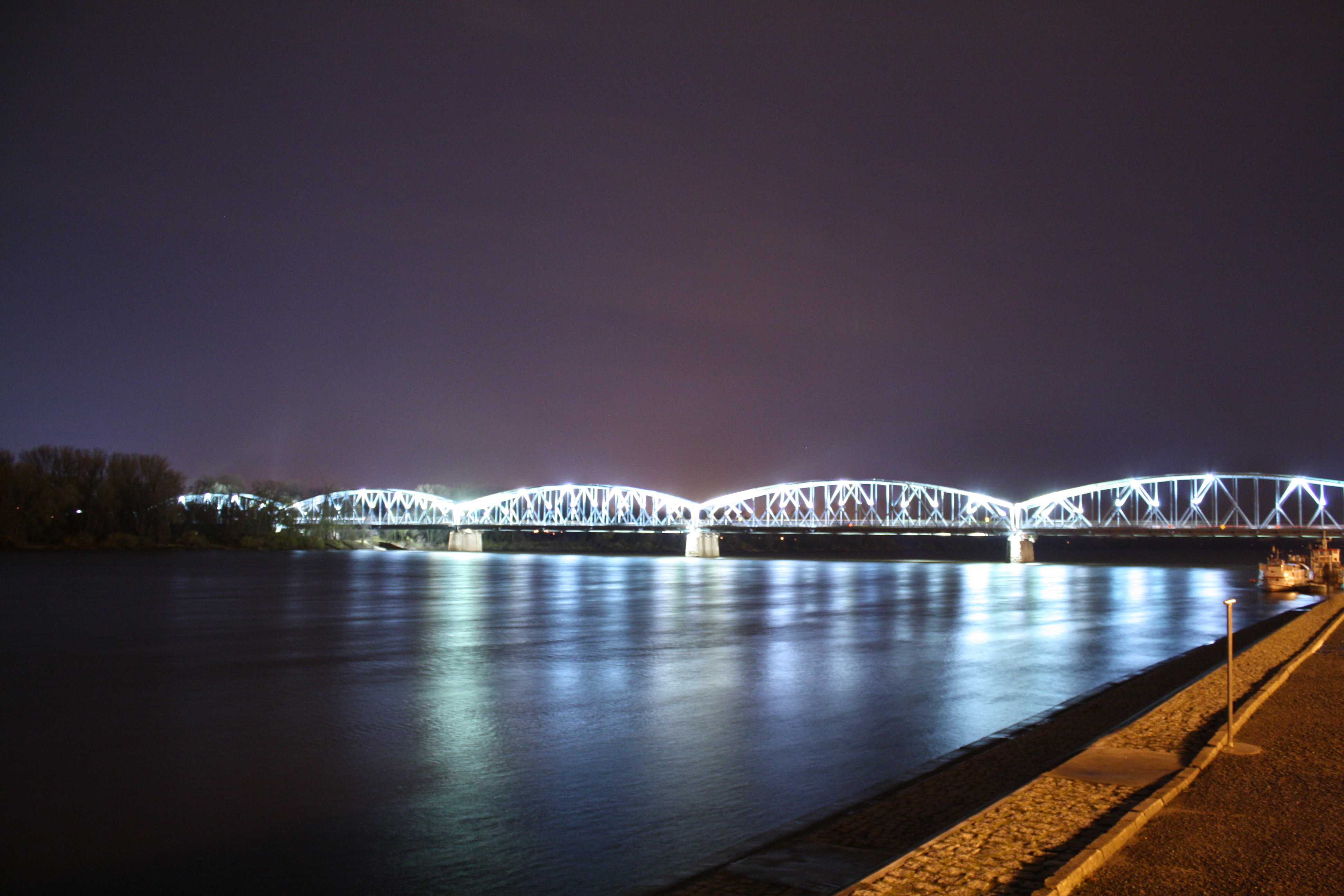
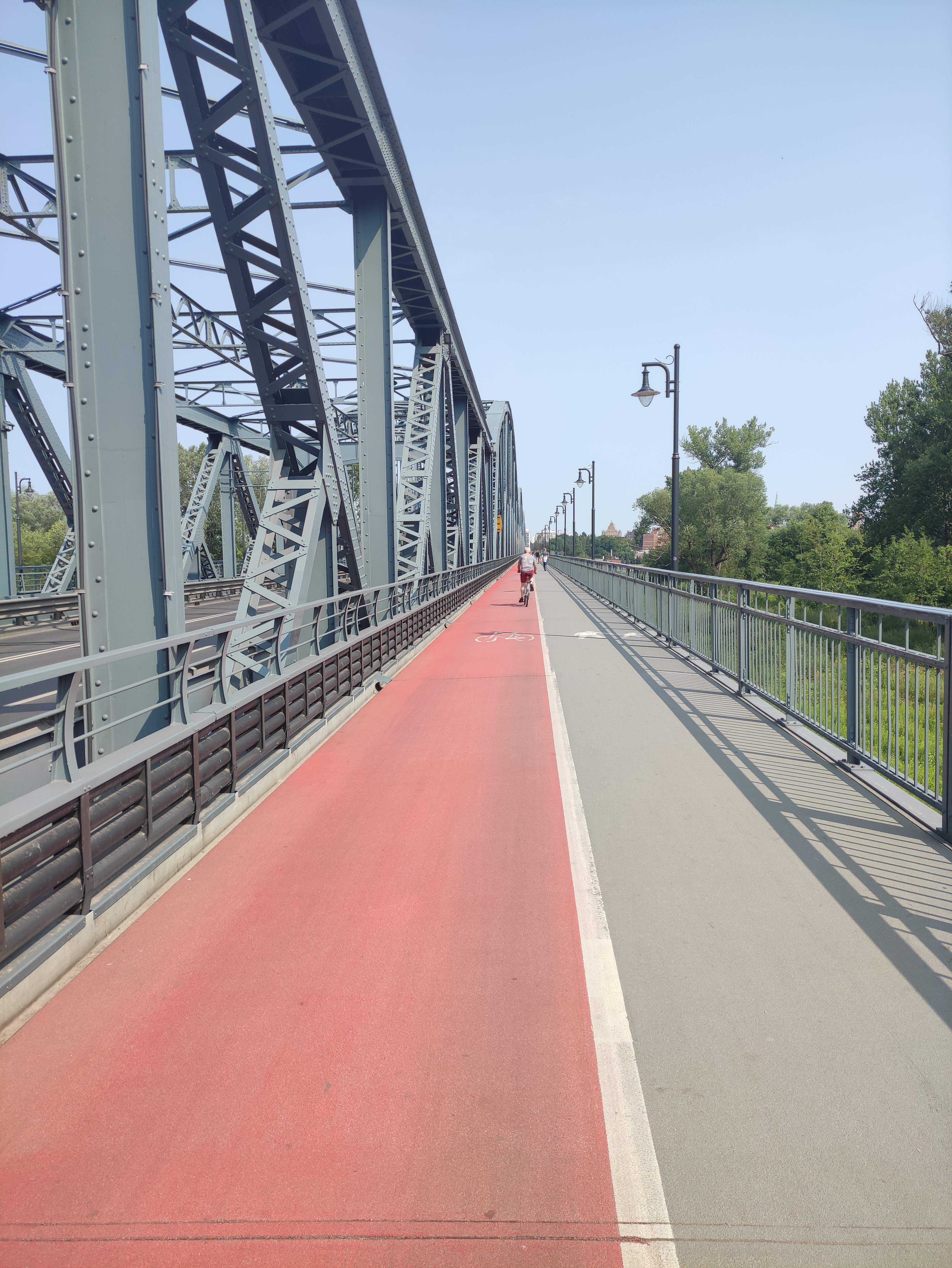